# Gyldendal

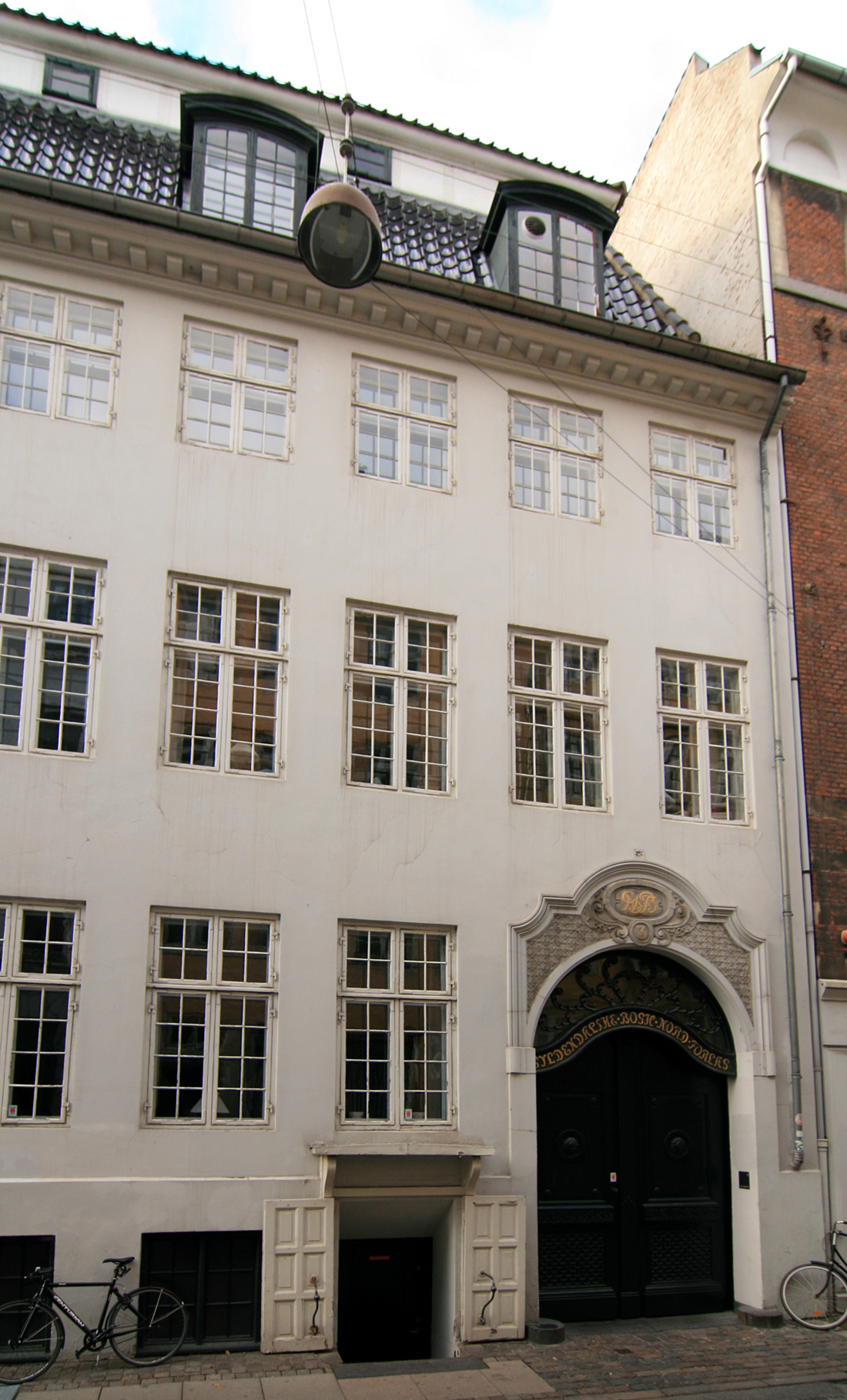
Hauptsitz des Verlages in der Straße Klareboderne 3 in Kopenhagen

Gyldendal (vollständiger Name: Gyldendalske Boghandel, Nordisk Forlag A/S) ist Dänemarks ältester und größter Verlag und publiziert sowohl moderne als auch klassische Belletristik. Daneben erscheinen Informations- und Unterrichtsmaterial, Kinder- und Jugendliteratur, Bildbände, Fach- und Handbücher sowie elektronische Publikationen. Der Konzern mit Sitz in Kopenhagen hatte 2009 über 500 Angestellte und erreichte einen Umsatz von 905,6 Millionen dänischen Kronen. Unter den 2847 erschienenen Titeln waren fast 1700 Neuausgaben. Die Direktion besteht heute (2010) aus Stig Andersen (seit 1999) und Bjarne Ponikowski (seit 2008).

## Geschichte

### 18. und 19. Jahrhundert

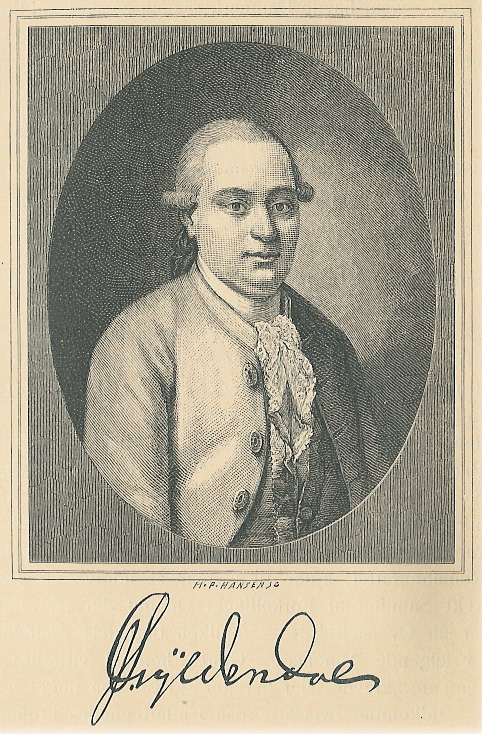
Verlagsgründer Søren Gyldendal (1742–1802)

Gyldendal wurde 1770 von Søren Gyldendal gegründet und ist damit der älteste existierende Buchverlag in Dänemark. Der Vater des Gründers, der Schulwart Jens Mortensen, gab seinem 1742 geborenen ältesten Sohn nicht den Nachnamen Jensen – so wie es nach damaliger Sitte üblich gewesen wäre –, sondern benannte ihn nach dem Gyldendal („goldenes Tal“), dem Tal im jütländischen Giver bei Løgstør, in dem die Schule des Vaters lag. Søren Gyldendal kaufte 1787 das Anwesen Klareboderne 3 in Kopenhagen, das bis heute Sitz des Verlages ist. 1809 wurde die Firma vom Schwiegersohn des Gründers, Jacob Deichmann (1788–1853), übernommen. 1850 übertrug dieser den Verlag an seinen Mitarbeiter Frederik V. Hegel, der vor allem die moderne Belletristik förderte.

### 20. Jahrhundert
1903 vereinte sein Sohn Jacob Hegel (1851–1918) Gyldendal mit dem Verlag Det Nordiske Forlag und formte die Firma unter dem neuen Namen Gyldendalske Boghandel, Nordisk Forlag zu einer Aktiengesellschaft um. Seitdem wechselte die Konstellation der Verlagsdirektion. Mit Frederik Hegel (1880–1961) trat 1912 die dritte Generation in den Vorstand ein.
Seit 1906 bestand ein Ableger in Norwegen als eigene Abteilung unter dem Namen Gyldendal Norsk Forlag in Kristiania, dem heutigen Oslo. 1922 wurde die Abteilung in eine unabhängige Aktiengesellschaft umgebildet und 1925 für 2,1 Millionen Kronen an eine norwegische Gesellschaft verkauft. Zuvor hatten die norwegischen Buchhändler einen landesweiten Boykott gegen den dänischen Verlag gestartet, weil die Norweger die literarische Union mit Dänemark als „nationale Demütigung“ empfanden. Eingeleitet wurde der Boykott, der monatelang andauern sollte, am 29. Februar 1924 durch eine Pressekampagne und richtete sich gegen den dänischen Einfluss.
Von 1940 bis 1954 stand Ingeborg Andersen dem Verlag vor. Ihr Nachfolger Knud W. Jensen erwarb die Aktienmehrheit von Otto B. Lindhardt, Jokum Smith (1920–80) und Ole Wivel. 1958 wurde der Søren-Gyldendal-Preis eingeführt. Der Preis mit dem Namen des Verlagsgründers ist mit einer Geldprämie verbunden und wird von der verlagseigenen Stiftung Søren Gyldendal Fonden an Autoren vergeben, die in der Belletristik oder Fachliteratur durch besondere schöpferische Leistungen herausragen. Seit 1966 besteht der Buchklub von Gyldendal.
Zum Jahreswechsel 1998/99 verkaufte die Munksgaard-Gruppe große Teile ihres Unternehmens an Gyldendal, die teilweise als vollständige Tochtergesellschaften wie die Verlage Rosinante Forlag, Høst & Søns Forlag und Hans Reitzels Forlag weitergeführt wurden. In Haslev auf der Insel Seeland begann man 1997 mit der Erweiterung der Lager- und Versandeinrichtungen auf rund 7000 m². In Verbindung mit dem nachfolgenden Umzug der Versandabteilung von Amager nach Haslev fusionierte der Versand mit dem Grafikunternehmen Nordisk Bogproduktion A/S unter dem Namen Nordisk Bog Center A/S. Die Grafikabteilung wurde 2001 verkauft, der Vertrieb aber unter gleichem Namen weitergeführt.

### 21. Jahrhundert
2001 kaufte Gyldendal die restlichen dänischsprachigen Verlagsaktivitäten der Munksgaard-Gruppe, die als Tochtergesellschaft Munksgaard Danmark A/S weitergeführt werden. Nach der vollendeten Herausgabe der Enzyklopädie Den Store Danske Encyklopædi im Jahr 2001 stieß am 1. Februar 2002 die Firma Danmarks Nationalleksikon A/S zu Gyldendal, wo sie eine neue Abteilung namens Gyldendal Leksikon bildete. Aus dem Wunsch heraus, größere Einheiten im Konzern zu bilden, fusionierten 2002 die Tochterverlage Forlaget Forum, Samlerens Forlag, Forlaget Fremad, Høst & Søns Forlag und Rosinante Forlag und bildeten so die Verlagsgruppe GB-forlagene A/S. Fünf Jahre später, im Jahr 2007, wurde der Name in Rosinante&Co A/S geändert. Der Tochterverlag Tiderne Skifter wurde im gleichen Jahr an den Verleger Claus Clausen verkauft.
Gyldendal erwarb 2004 wesentliche Anteile des Gad Forlags und des Forlaget Systime sowie 2006 Cicero/Chr. Erichsens Forlag, der als selbständige Tochtergesellschaft fortgesetzt wird. 2007 erwarb Gyldendal das Buchhandelsunternehmen Atheneum International Boghandel, vor allem um einen Internet-Buchhandel zu etablieren. Auch kauften sie 60 Prozent der Aktien der Mediengruppe KREA, die sich auf computergestützte Lehr- und Unterhaltungsspiele für Kinder und Jugendliche spezialisierte. Im gleichen Jahr errichtete Gyldendal in Zusammenarbeit mit dem dänischen Juristen- und Ökonomenverband (Danmarks Jurist- og Økonomforbund, kurz DJØF) mit dem Nyt Juridisk Forlag einen neuen juristischen Verlag.
Anfang 2013 kündigte Gyldendal an seinen Internetbuchhandel g.dk aufgrund der großen Konkurrenz schließen zu wollen und hat stattdessen Anteile der dänischen Tochtergesellschaft vom schwedischen Streamingdienst Storytel gekauft, um dort Hörbücher anzubieten. Ebenso wird der Spezialbuchhandel für Lehrbücher eLounge.dk im Herbst geschlossen werden. Der Buchverkauf soll dann auf gyldendal.dk stattfinden. eLounge.dk war seit Juli 2010 im Besitz von Gyldendal.

## Tochterunternehmen
Folgende Tochterunternehmen gehören zu Gyldendal (in Klammern der prozentuale Anteil):
- Anpartselskabet af 22. december 1982 (100 %)
- Atheneum International Boghandel A/S (100 %)
- Forlaget Cicero A/S (100 %) ist 1990 nach der Zusammenlegung der Verlage Cicero und Chr. Erichsens Forlag entstanden und gibt Belletristik und kulturhistorische Bücher heraus.
- Flexional APS (90 %)
- Forlaget Systime A/S (100 %) entwickelt Unterrichtsmaterial für den dänischen Ausbildungssektor, vor allem im digitalen Bereich.
- g.dk A/S (100 %) ist ein großer dänischer Internet-Buchhandel.
- Gyldendal Akademisk A/S (100 %) gibt Studien- und Unterrichtsmaterial zur beruflichen Aus- und Weiterbildung heraus.
- KREA Medie A/S (86,64 %) wurde 2006 gegründet und hat sich auf computergestützte Lehr- und Unterhaltungsspiele für Kinder und Jugendliche spezialisiert.
- Nordisk Bog Center A/S (100 %) beschäftigt sich ausschließlich mit dem Vertrieb und dem Service. Primär gehören Buchhändler zur Kundengruppe.
- Rosinante&Co. A/S (100 %)
- Publizon A/S (60 %)